# Ceux du maquis
Ceux du maquis est une chanson de la Résistance française composée par Maurice Van Moppès et Francis Chagrin. Elle était le chant de l'émission Les Français parlent aux Français.
La partition de cette chanson était quelquefois envoyée par les avions de la Royal Air Force sur le territoire français.

## Paroles
Les paroles évoquent les jeunes réfractaires au STO qui ont décidé de rejoindre la Résistance française contre l'occupation allemande.
lls se sont enfuis dans la nuit,

Pour ne pas aller en Allemagne,

Quittant leurs parents, leurs amis,

Se cachant dans la montagne,

Et pour mieux servir le pays,

Ils ont pris le maquis.

Ce sont ceux du maquis

Ceux de la Résistance

Ce sont ceux du maquis

Combattant pour la France.

Bravant le froid, bravant la faim,

Défiant l'horrible esclavage,

Bravant Laval, bravant ses chiens

Sans jamais perdre courage,

Ce sont ceux du maquis

Ceux de la Résistance

Ce sont ceux du maquis

Combattant pour la France.

Ils ont bravé tous les périls

Dans l’âpre lutte secrète,

Sans souliers, sans pain, sans fusil,

Descendant de leur retraite,

Souffrant et luttant jour et nuit,

Nos amis du maquis.

Dès le jour du débarquement

Dès l’aurore de la victoire,

Ils ont frappé les Allemands

En plein jour, en pleine gloire.

Se joignant à tous leurs amis,

Nos amis du maquis.

Ce sont ceux du maquis

Ceux de la Résistance

Ce sont les F.F.I.,

C'est l'armée de la France,

Contre nazis et miliciens

Sans discours et sans bravades

Se battant dur, se battant bien.

Des forêts aux barricades

Ce sont ceux du maquis

Ceux de la Résistance

Ce sont ceux du maquis

Jeunesse du pays.